# Hans Hartmann (Offizier)
Hans Hartmann († 1951) war ein deutscher Jurist, Offizier und Gerechter unter den Völkern.

## Gerechter unter den Völkern
Im Ostfeldzug war Hans Hartmann 1942 im Rang eines Hauptmannes als einer der höheren Offiziere der Heereskraftfahrzeugseinheit 457 im Reparaturdepot im damaligen Lemberg stationiert. Lemberg verfügte über ein großes jüdisches Ghetto und das Zwangsarbeiterlager Janowska. War die Lage der Menschen im Ghetto von Lemberg schon äußerst prekär, so glich eine Überstellung ins Zwangsarbeiterlager Janowska einem Todesurteil.
Im Februar 1942 wurden Vater und Sohn Goldberg vom Rest der Familie getrennt und vom jüdischen Ghetto ins berüchtigte Lager verbracht. Die Ehefrau und Mutter Gittel Goldberg blieb zurück.
Die aus Thüringen stammende Frau flüchtete aus dem Ghetto und irrte tagelang durch die Straßen von Lemberg. Als Deutsche sprach sie zwar etwas Polnisch, doch das Russische beherrschte sie nicht. So sprach sie ausschließlich deutsche Uniformträger an, um sie um Hilfe zu bitten. Nur einer blieb stehen und hörte der verängstigen Frau mit dem Judenstern am Mantel aufmerksam zu, Hans Hartmann.
Für den nächsten Tag verabredete er sich mit Gittel Goldberg. Am nächsten Vormittag fuhr Hans Hartmann in einem Militärfahrzeug vor das Lager und nahm nach einigen Wortwechseln mit den Wachen am Haupttor Vater und Sohn Goldberg entgegen.
Am verabredeten Ort traf er Gittel Goldberg, so dass diese ihren Mann und den 19-jährigen Sohn in die Arme nehmen konnte.
Die SS befasste sich mit dem Fall Hartmann und so wurde dieser wenige Tage später in eine Reparatureinheit zu Rommels Afrikakorps strafversetzt. Dort überlebte er bis zum Ende des Krieges, ehe er nach zeitweiliger Anstellung in seiner Heimatstadt als Jurist das Amt des Postmeisters innehatte.
Unter der Aktennummer 0008 erkannte Yad Vashem am 16. Juli 1963 Hans Hartmann als Gerechten unter den Völkern an.